# Spalahores
Spalahores là một vị vua Ấn-Scythia, em trai của vua Vonones. Họ cai trị vùng đất Tây Bắc Nam Á vào giữa khoảng từ năm 75 TCN đến năm 65 TCN.
Spalahores đã được nhắc đến trên các đồng tiền của Vonones, như là người em trai của ông, cùng với con trai của Spalahores là Spalagadames.
Spalahores dường như không đúc tiền riêng dành cho mình, nhưng bản thân ông lại được nhắc đến trên hầu hết các đồng tiền của Vonones. Ông có thể được đồng nhất với Spalirises (trong tiếng Hy Lạp trên những chữ khắc của các đồng tiền), vị vua đã cho đúc tiền xu mang tên mình trong giai đoạn tiếp sau đó.